# Караимский религиозный союз Польши
Караимский религиозный союз Польши — польское религиозное объединение караимов, действующее на основании отдельного акта.
В 2016 году союз насчитывал 169 человек.

## История
Деятельность союза началась во Второй Польской Республике. Польские караимы межвоенного периода традиционно поселялись по месту жительства во времена Великого княжества Литовского и Галицко-Волынского княжества.
В пределах Польши, возрождённой после Первой мировой войны, было три джимата (караимские религиозные коммуны) от бывшей Российской Империи (Тракай, Вильнюс, Луцк) и одна община от бывшей Австрийской империи (Галич). В разных общинах действовали разные законы, объединение которых было необходимо в новых политических условиях.
20 апреля 1921 года зарегистрировано Вильнюсское общество караимов, правление которого готовило проекты положений об отношениях между государством и караимским религиозным союзом. Содержание проекта было согласовано с представителями всех общин с целью разработки единого устава для всех польских джиматов. 30 ноября 1924 года состоялась конференция для обсуждения созданных проектов.
23 октября 1927 года делегаты из всех общин единогласно проголосовали за избрание Серая Шапшала гаханом. В ноябре 1928 года первый польский гахан подал проект закона об отношениях между государством и религиозным объединением польских караимов. После продолжительной работы, 21 апреля 1936 года Сейм Республики Польша принял акт об отношениях государства с Караимским религиозным союзом, который регулировал правовое положение этой общины. В этом году официально создан Караимский религиозный союз, который с точки зрения организации являлся законным представительством караимской общины.
После окончания войны в результате передачи Вильнюса Литве караимы оказались на территории СССР. Десятки семей, которым удалось попасть в Польшу, происходили из Тракая, Вильно, Паневежиса, Луцка или Галича, где раньше они жили в составе общин. В послевоенной Польше они образовывали диаспоральные группы, а храмы и места молитв оставались в СССР.
В марте 1946 года во Вроцлав прибыл газзан Рафал Абкович. Ожидалось, что в мае прибудет и довоенный глава польских караимов Серая Шапшал, что в итоге не состоялось из-за трудностей, наложенных властями Литовской ССР.
Представители караимской общины договорились с деноминационным департаментом Министерства внутренних дел о том, чтобы в лице находящегося за рубежом законного главы польских караимов религиозную власть над верующими будет осуществлять Организационный комитет Караимского религиозного союза (в состав его входили Ананий Зайончковский, Захарий Шпаковский и Ананий Роецкий).
31 мая и 1 июня 1947 года в Подкове-Лесьне состоялось заседание Великого караимского коллегиального управления. На нём было принято решение избрать Временный караимский духовный собор верховной властью Караимского религиозного союза, который должен был действовать только до прибытия гахана Шапшала или избрания нового руководителя (чего не произошло). Президентом правления стал Ананий Зайончковский.
После смерти Анания Зайончковского (6 апреля 1970 года) союзом руководил Временный великий духовный совет. На съезде делегатов караимских центров 18 июня 1973 года новым председателем правления союза избрали Шимона Пилецкого. С 1974 года, из-за устаревших положений закона, союз действовал на основе положений устава, утверждённого властями Польской Народной Республики. Согласно введённому в то время положению, верховная власть осуществляется правлением Караимского религиозного союза в Республике Польша, возглавляемым председателем.
23 ноября 2024 года председателем правления союза избрана Анна Сулимович-Керут, заместителем председателя — Адам Юзеф Дубинский.

## Религиозная жизнь

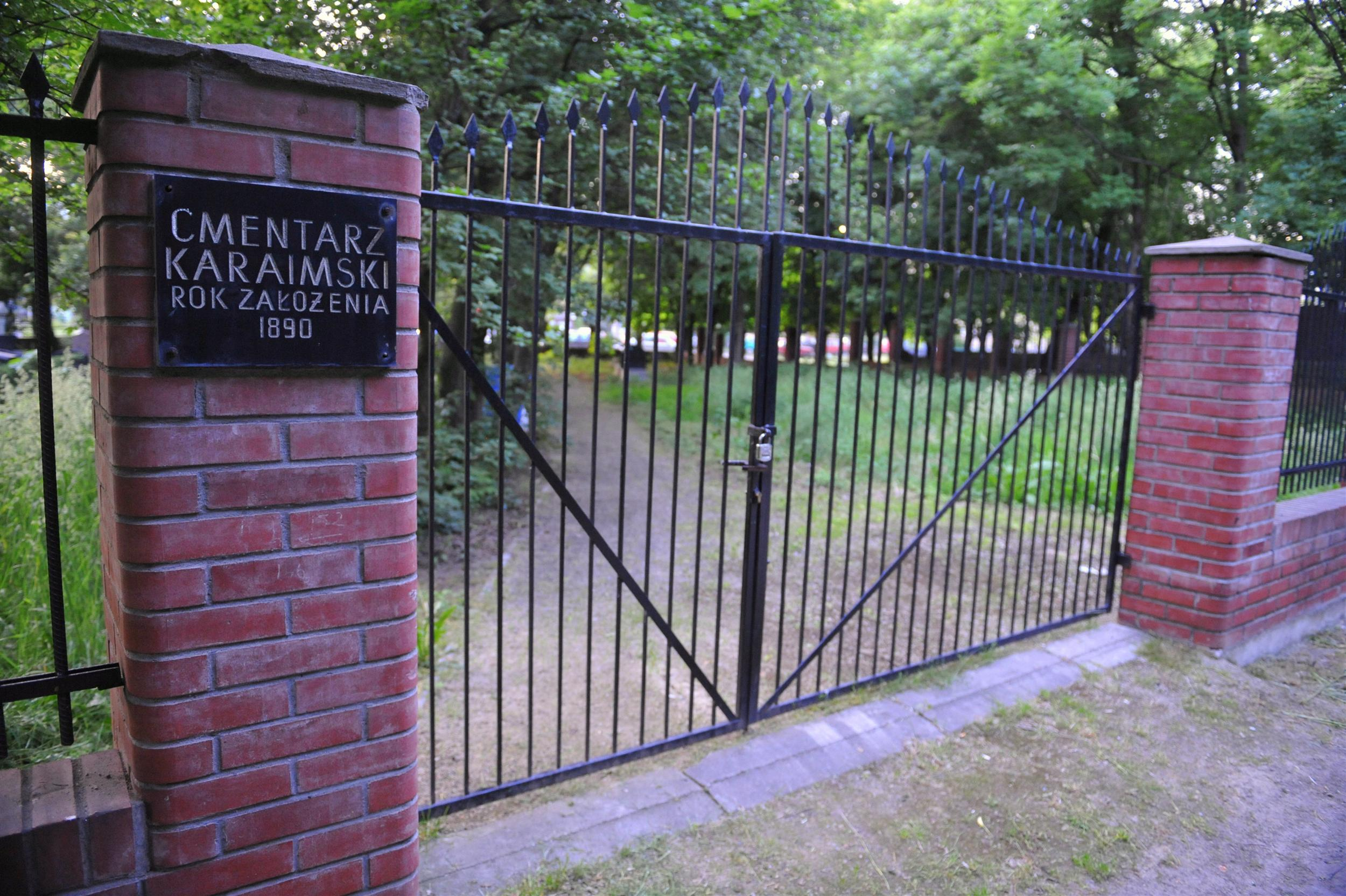
Караимское кладбище в Варшаве

Поселившись в современных польских границах, караимы изначально должны были организовать свою религиозную жизнь. В крупнейших вновь созданных караимских центрах они создали три новых религиозных общества (Варшава, Гданьск и Вроцлав). Все бывшие храмы и культовые постройки польских караимов находились на территории СССР. Небольшая численность не позволила караимам построить полноценную кенассу в современных границах Польши. Во Вроцлаве попытались открыть молитвенный дом, который государство сочло бы сооружением, предназначенным для религиозного богослужения, действующего на институциональной основе.
До своей смерти в 1992 года религиозную службу для польской караимской общины выполнял газзан Рафал Абкович, бывший луцкий и виленский газзан, утверждённый на этом посту гаханом С. Шапшалом. Благодаря ему караимская религиозная община во Вроцлаве была единственной, которую после 1945 года возглавлял священнослужитель.
После смерти газзана Абковича караимы, проживавшие в Польше, не имели собственного духовенства или кенассы. По этой причине местом богослужения обязательно должны быть частные дома, а миряне стали выполнять религиозные функции.
Одной из реликвий материального наследия караимов в современной Польше есть религиозное кладбище караимов в Варшаве.